# Manuchehr Safarov
Manuchehr Safarov (in tagico Манучеҳр Фирдавсиевич Сафаров?; in russo Манучехр Фирдавсиевич Сафаров?; Dushanbe, 31 maggio 2001) è un calciatore tagiko, difensore della Dinamo Samarcanda e della nazionale tagika.

## Carriera

### Club
Ha iniziato la propria carriera nelle file del Barqi. Nell'estate 2019, dopo aver militato nelle file del CSKA Dušanbe, è passato al Khujand. Il 1º agosto 2020 si è trasferito al Lokomotiv-Pamir. Il 29 marzo 2021 è stato ufficializzato il suo trasferimento all'Istiklol. Il 7 novembre 2021 si è trasferito in Iran, al Persepolis. Il 20 luglio 2022 è passato al Lokomotiv Tashkent, club uzbeko. L'8 dicembre 2023 è stato ufficializzato il suo trasferimento al Neftchi Fergana.

### Nazionale
Ha debuttato in Nazionale maggiore il 10 settembre 2019, in Mongolia-Tagikistan (0-1), subentrando a Manuchehr Jalilov al minuto 87. Ha messo a segno la sua prima rete con la selezione tagika l'11 giugno 2024, in Tagikistan-Pakistan (3-0), siglando il gol del momentaneo 2-0 al minuto 65. Ha partecipato, con la selezione tagika, alla CAFA Nations Cup 2023 e alla Coppa d'Asia 2023. È sceso in campo, inoltre, nelle qualificazioni ai Mondiali 2022 e 2026, oltre che nelle qualificazioni alla Coppa d'Asia 2019 e 2023.

## Statistiche

### Cronologia presenze e reti in nazionale
Statistiche aggiornate al 10 dicembre 2024.

| Cronologia completa delle presenze e delle reti in nazionale ― Tagikistan | Cronologia completa delle presenze e delle reti in nazionale ― Tagikistan | Cronologia completa delle presenze e delle reti in nazionale ― Tagikistan | Cronologia completa delle presenze e delle reti in nazionale ― Tagikistan | Cronologia completa delle presenze e delle reti in nazionale ― Tagikistan | Cronologia completa delle presenze e delle reti in nazionale ― Tagikistan | Cronologia completa delle presenze e delle reti in nazionale ― Tagikistan | Cronologia completa delle presenze e delle reti in nazionale ― Tagikistan |
| Data                                                                      | Città                                                                     | In casa                                                                   | Risultato                                                                 | Ospiti                                                                    | Competizione                                                              | Reti                                                                      | Note                                                                      |
| ------------------------------------------------------------------------- | ------------------------------------------------------------------------- | ------------------------------------------------------------------------- | ------------------------------------------------------------------------- | ------------------------------------------------------------------------- | ------------------------------------------------------------------------- | ------------------------------------------------------------------------- | ------------------------------------------------------------------------- |
| 10-9-2019                                                                 | Ulan Bator                                                                | Mongolia                                                                  | 0 – 1                                                                     | Tagikistan                                                                | Qual. Mondiali 2022                                                       | -                                                                         | 87’                                                                       |
| 15-10-2019                                                                | Dushanbe                                                                  | Tagikistan                                                                | 0 – 3                                                                     | Giappone                                                                  | Qual. Mondiali 2022                                                       | -                                                                         |                                                                           |
| 9-11-2019                                                                 | Kuala Lumpur                                                              | Malaysia                                                                  | 1 – 0                                                                     | Tagikistan                                                                | Amichevole                                                                | -                                                                         | 77’                                                                       |
| 14-11-2019                                                                | Mandalay                                                                  | Birmania                                                                  | 4 – 3                                                                     | Tagikistan                                                                | Qual. Mondiali 2022                                                       | -                                                                         | 64’                                                                       |
| 19-11-2019                                                                | Bishkek                                                                   | Kirghizistan                                                              | 1 – 1                                                                     | Tagikistan                                                                | Qual. Mondiali 2022                                                       | -                                                                         |                                                                           |
| 3-9-2020                                                                  | Tashkent                                                                  | Uzbekistan                                                                | 2 – 1                                                                     | Tagikistan                                                                | Amichevole                                                                | -                                                                         | 42’                                                                       |
| 7-11-2020                                                                 | Dubai                                                                     | Tagikistan                                                                | 0 – 1                                                                     | Bahrein                                                                   | Amichevole                                                                | -                                                                         |                                                                           |
| 12-11-2020                                                                | Dubai                                                                     | Emirati Arabi Uniti                                                       | 3 – 2                                                                     | Tagikistan                                                                | Amichevole                                                                | -                                                                         | 66’                                                                       |
| 1-2-2021                                                                  | Dubai                                                                     | Giordania                                                                 | 2 – 0                                                                     | Tagikistan                                                                | Amichevole                                                                | -                                                                         | 46’                                                                       |
| 25-3-2021                                                                 | Dushanbe                                                                  | Tagikistan                                                                | 3 – 0                                                                     | Mongolia                                                                  | Qual. Mondiali 2022                                                       | -                                                                         |                                                                           |
| 24-5-2021                                                                 | Basra                                                                     | Iraq                                                                      | 0 – 0                                                                     | Tagikistan                                                                | Amichevole                                                                | -                                                                         |                                                                           |
| 29-5-2021                                                                 | Sharjah                                                                   | Thailandia                                                                | 2 – 2                                                                     | Tagikistan                                                                | Amichevole                                                                | -                                                                         |                                                                           |
| 7-6-2021                                                                  | Suita                                                                     | Giappone                                                                  | 4 – 1                                                                     | Tagikistan                                                                | Qual. Mondiali 2022                                                       | -                                                                         |                                                                           |
| 15-6-2021                                                                 | Osaka                                                                     | Tagikistan                                                                | 4 – 0                                                                     | Birmania                                                                  | Qual. Mondiali 2022                                                       | -                                                                         | 39’ 90+2’                                                                 |
| 25-3-2022                                                                 | Namangan                                                                  | Uganda                                                                    | 1 – 1 (5 - 4 dtr)                                                         | Tagikistan                                                                | Amichevole                                                                | -                                                                         |                                                                           |
| 29-3-2022                                                                 | Namangan                                                                  | Tagikistan                                                                | 1 – 0                                                                     | Kirghizistan                                                              | Amichevole                                                                | -                                                                         | 22’                                                                       |
| 8-6-2022                                                                  | Bishkek                                                                   | Tagikistan                                                                | 4 – 0                                                                     | Birmania                                                                  | Qual. Coppa d'Asia 2023                                                   | -                                                                         |                                                                           |
| 11-6-2022                                                                 | Bishkek                                                                   | Singapore                                                                 | 0 – 1                                                                     | Tagikistan                                                                | Qual. Coppa d'Asia 2023                                                   | -                                                                         |                                                                           |
| 14-6-2022                                                                 | Bishkek                                                                   | Kirghizistan                                                              | 0 – 0                                                                     | Tagikistan                                                                | Qual. Coppa d'Asia 2023                                                   | -                                                                         |                                                                           |
| 22-9-2022                                                                 | Chiang Mai                                                                | Trinidad e Tobago                                                         | 1 – 2                                                                     | Tagikistan                                                                | Amichevole                                                                | -                                                                         |                                                                           |
| 25-9-2022                                                                 | Chiang Mai                                                                | Malaysia                                                                  | 0 – 0 (0 - 3 dtr)                                                         | Tagikistan                                                                | Amichevole                                                                | -                                                                         | 90+1’                                                                     |
| 17-11-2022                                                                | Dushanbe                                                                  | Tagikistan                                                                | 0 – 0                                                                     | Russia                                                                    | Amichevole                                                                | -                                                                         |                                                                           |
| 25-3-2023                                                                 | Abu Dhabi                                                                 | Emirati Arabi Uniti                                                       | 0 – 0                                                                     | Tagikistan                                                                | Amichevole                                                                | -                                                                         |                                                                           |
| 28-3-2023                                                                 | Kuwait City                                                               | Kuwait                                                                    | 2 – 1                                                                     | Tagikistan                                                                | Amichevole                                                                | -                                                                         |                                                                           |
| 11-6-2023                                                                 | Tashkent                                                                  | Tagikistan                                                                | 1 – 1                                                                     | Turkmenistan                                                              | CAFA Nations Cup 2023 - Gironi                                            | -                                                                         |                                                                           |
| 14-6-2023                                                                 | Tashkent                                                                  | Oman                                                                      | 1 – 1                                                                     | Tagikistan                                                                | CAFA Nations Cup 2023 - Gironi                                            | -                                                                         | 24’                                                                       |
| 17-6-2023                                                                 | Tashkent                                                                  | Uzbekistan                                                                | 5 – 1                                                                     | Tagikistan                                                                | CAFA Nations Cup 2023 - Gironi                                            | -                                                                         | 41’                                                                       |
| 17-10-2023                                                                | Kuala Lumpur                                                              | Malaysia                                                                  | 0 – 2                                                                     | Tagikistan                                                                | Amichevole                                                                | -                                                                         |                                                                           |
| 16-11-2023                                                                | Dushanbe                                                                  | Tagikistan                                                                | 1 – 1                                                                     | Giordania                                                                 | Qual. Mondiali 2026                                                       | -                                                                         |                                                                           |
| 21-11-2023                                                                | Islamabad                                                                 | Pakistan                                                                  | 1 – 6                                                                     | Tagikistan                                                                | Qual. Mondiali 2026                                                       | -                                                                         | 35’ 84’                                                                   |
| 4-1-2024                                                                  | Abu Dhabi                                                                 | Hong Kong                                                                 | 1 – 2                                                                     | Tagikistan                                                                | Amichevole                                                                | -                                                                         |                                                                           |
| 13-1-2024                                                                 | Doha                                                                      | Cina                                                                      | 0 – 0                                                                     | Tagikistan                                                                | Coppa d'Asia 2023 - Gironi                                                | -                                                                         |                                                                           |
| 17-1-2024                                                                 | Lusail                                                                    | Qatar                                                                     | 1 – 0                                                                     | Tagikistan                                                                | Coppa d'Asia 2023 - Gironi                                                | -                                                                         | 35’                                                                       |
| 22-1-2024                                                                 | Doha                                                                      | Tagikistan                                                                | 2 – 1                                                                     | Libano                                                                    | Coppa d'Asia 2023 - Gironi                                                | -                                                                         |                                                                           |
| 28-1-2024                                                                 | Al Rayyan                                                                 | Tagikistan                                                                | 1 – 1 (5 - 3 dtr)                                                         | Emirati Arabi Uniti                                                       | Coppa d'Asia 2023 - Ottavi di finale                                      | -                                                                         |                                                                           |
| 2-2-2024                                                                  | Al Rayyan                                                                 | Tagikistan                                                                | 0 – 1                                                                     | Giordania                                                                 | Coppa d'Asia 2023 - Quarti di finale                                      | -                                                                         |                                                                           |
| 21-3-2024                                                                 | Riyad                                                                     | Arabia Saudita                                                            | 1 – 0                                                                     | Tagikistan                                                                | Qual. Mondiali 2026                                                       | -                                                                         |                                                                           |
| 26-3-2024                                                                 | Dushanbe                                                                  | Tagikistan                                                                | 1 – 1                                                                     | Arabia Saudita                                                            | Qual. Mondiali 2026                                                       | -                                                                         |                                                                           |
| 6-6-2024                                                                  | Amman                                                                     | Giordania                                                                 | 3 – 0                                                                     | Tagikistan                                                                | Qual. Mondiali 2026                                                       | -                                                                         | 81’                                                                       |
| 11-6-2024                                                                 | Dushanbe                                                                  | Tagikistan                                                                | 3 – 0                                                                     | Pakistan                                                                  | Qual. Mondiali 2026                                                       | 1                                                                         |                                                                           |
| 4-9-2024                                                                  | Kuala Lumpur                                                              | Libano                                                                    | 1 – 0                                                                     | Tagikistan                                                                | Amichevole                                                                | -                                                                         |                                                                           |
| 8-9-2024                                                                  | Kuala Lumpur                                                              | Filippine                                                                 | 0 – 0 (3 - 4 dtr)                                                         | Tagikistan                                                                | Amichevole                                                                | -                                                                         |                                                                           |
| 11-10-2024                                                                | Songkhla                                                                  | Tagikistan                                                                | 0 – 1                                                                     | Siria                                                                     | Amichevole                                                                | -                                                                         |                                                                           |
| 14-10-2024                                                                | Songkhla                                                                  | Tagikistan                                                                | 0 – 3                                                                     | Filippine                                                                 | Amichevole                                                                | -                                                                         |                                                                           |
| 13-11-2024                                                                | Dushanbe                                                                  | Tagikistan                                                                | 4 – 0                                                                     | Nepal                                                                     | Amichevole                                                                | -                                                                         | 48’                                                                       |
| 19-11-2024                                                                | Dushanbe                                                                  | Tagikistan                                                                | 3 – 1                                                                     | Afghanistan                                                               | Amichevole                                                                | -                                                                         |                                                                           |
| Totale                                                                    |                                                                           | Presenze                                                                  | 46                                                                        |                                                                           | Reti                                                                      | 1                                                                         |                                                                           |